# Apollo Lubicz
Apollo Lubicz (właściwie Apollo Choromański, ur. ok. 1852 w Warszawie, zm. 27 stycznia 1896 tamże) – aktor i reżyser teatralny, dyrektor teatrów prowincjonalnych.

## Kariera teatralna
Grał i reżyserował w teatrze krakowskim (lata: 1876, 1882, 1886–1890, 1893). W sez. 1876/1877 grał i reżyserował w teatrze poznańskim. W 1877 r. występował w zespole Kazimierza Filleborna w Lublinie. Następnie był związany z teatrem lwowskim (lata 1877–1881 oraz 1883–1886). W 1881 r. debiutował w Warszawskich Teatrach Rządowych, w którym występował również w roku następnym, lecz nie został zaangażowany. W sezonie 1882/83 grał i reżyserował w zespole Józefa Teksla w Petersburgu. Wystąpił m.in. w rolach: Alfreda (Wdówka), Pana de Prunelles (Rozwiedźmy się), Cezara (Mąż na wsi), Prospera (Ćwiartka papieru), Chamillaca (Paryżanka), Muszkata (Przed ślubem), Seweryna (Pan Damazy) i Hrabiego de Riverolles (Francillon).

## Zarządzanie zespołami teatralnymi
W 1875 r. kierował zespołem teatralnym w Kaliszu. W tym samym roku zawarł spółkę z Józefem Tekslem i wspólnie dawali przedstawienia w Płocku. W styczniu 1876 przejął kierownictwo zespołu Józefa Mikulskiego w Kaliszu i dawał z nim przedstawienia również w Piotrkowie i Sieradzu. Zespół został rozwiązany w kwietniu tego samego roku. W 1877 był kierownikiem artystycznym w warszawskim teatrze ogródkowym "Alhambra".

## Życie prywatne
Był synem kasjera w biurze warszawskiego policmajstra. Poślubił aktorkę teatralną, Marię Zalewską. Opuścił teatr krakowski na skutek nieporozumień z zespołem i otworzył sklep galanteryjny w Sukiennicach. Próba powrotu wzbudziła gwałtowne protesty zespołu teatru krakowskiego. Po zakończeniu kariery teatralnej pracował z zawodzie technika kolejowego. Zmarł śmiercią samobójczą.

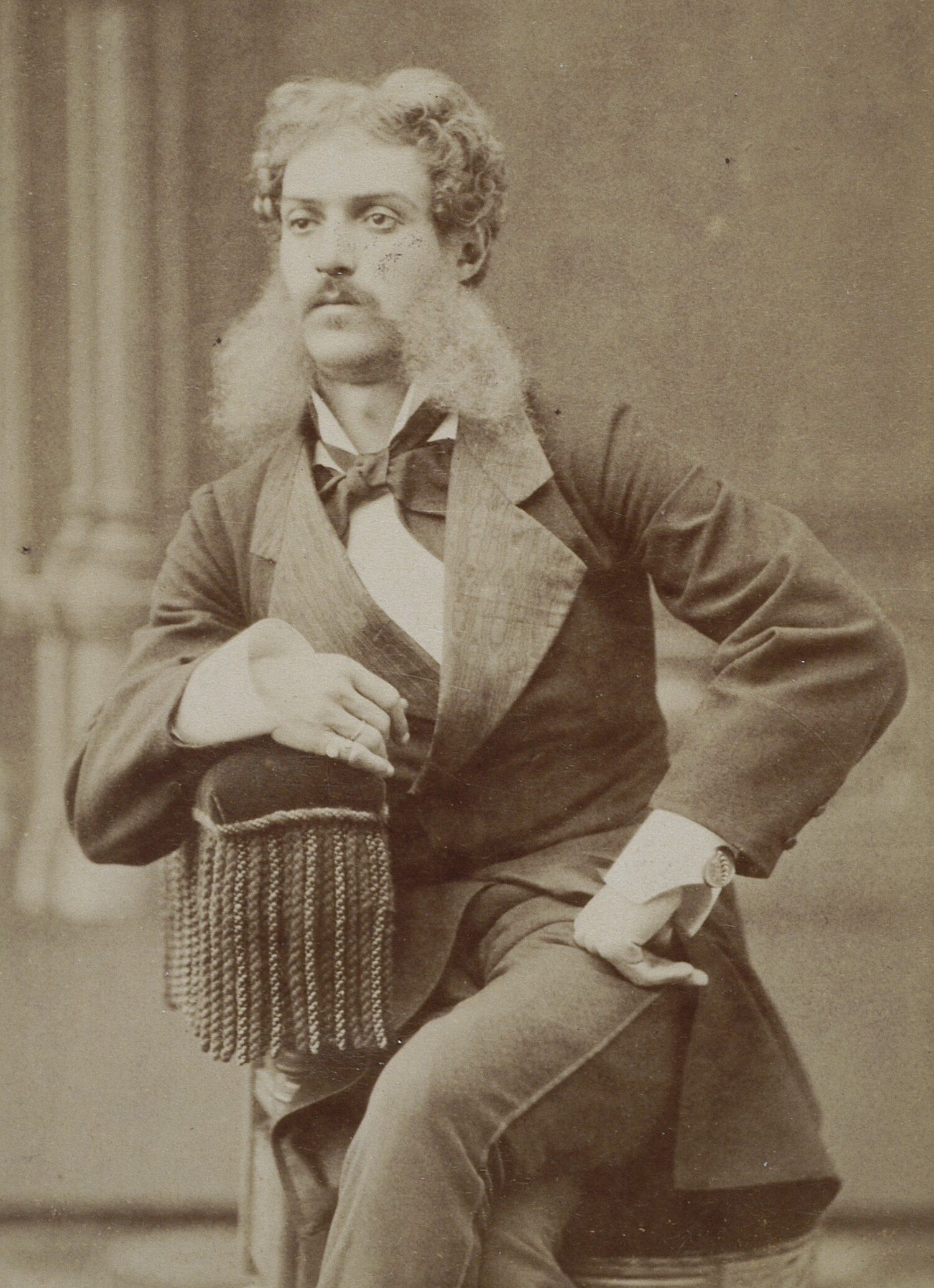
Apollo Lubicz jako Artur Orski w Przesądach Edwarda Lubowskiego
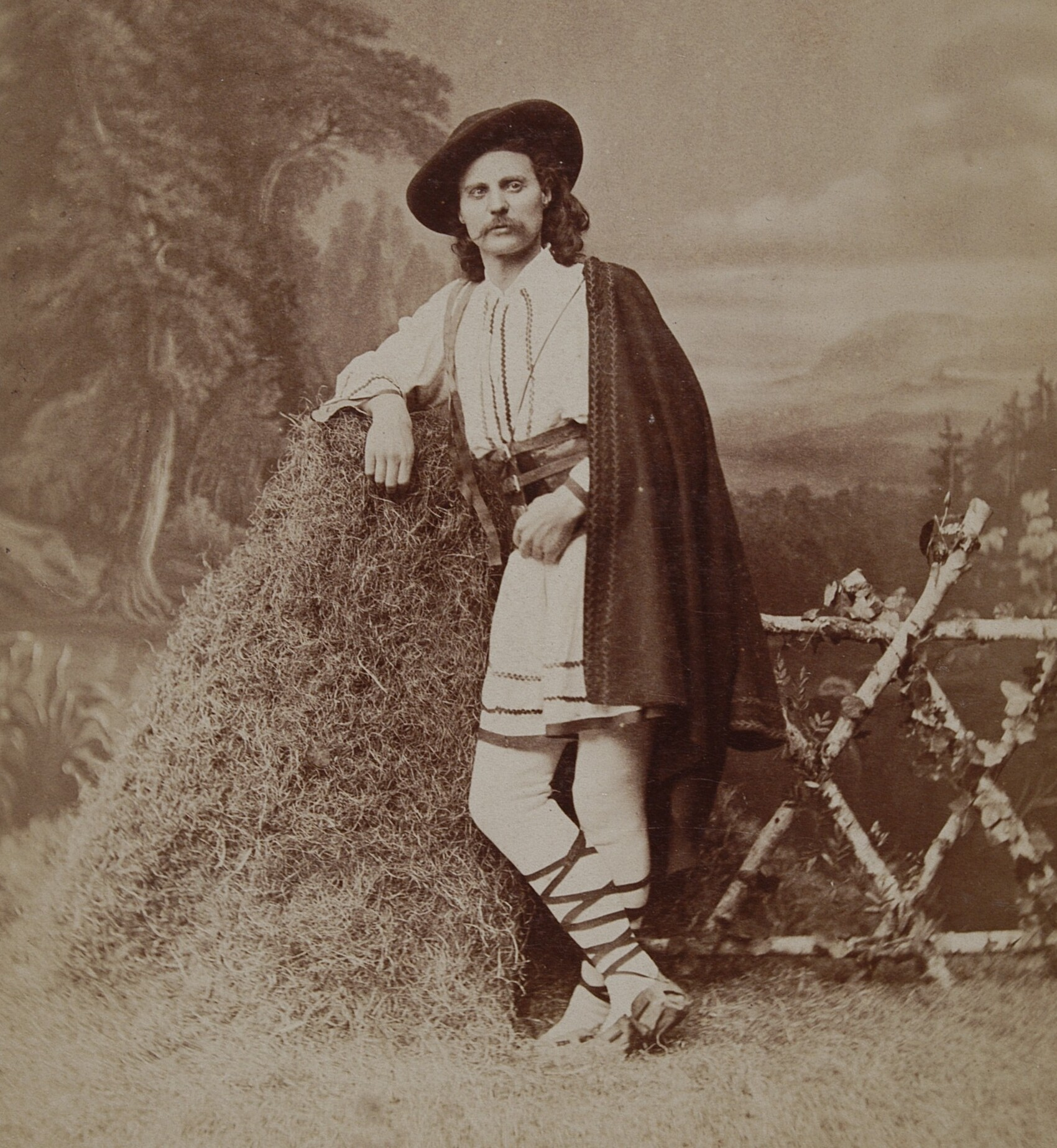
Portret Apolla Lubicza
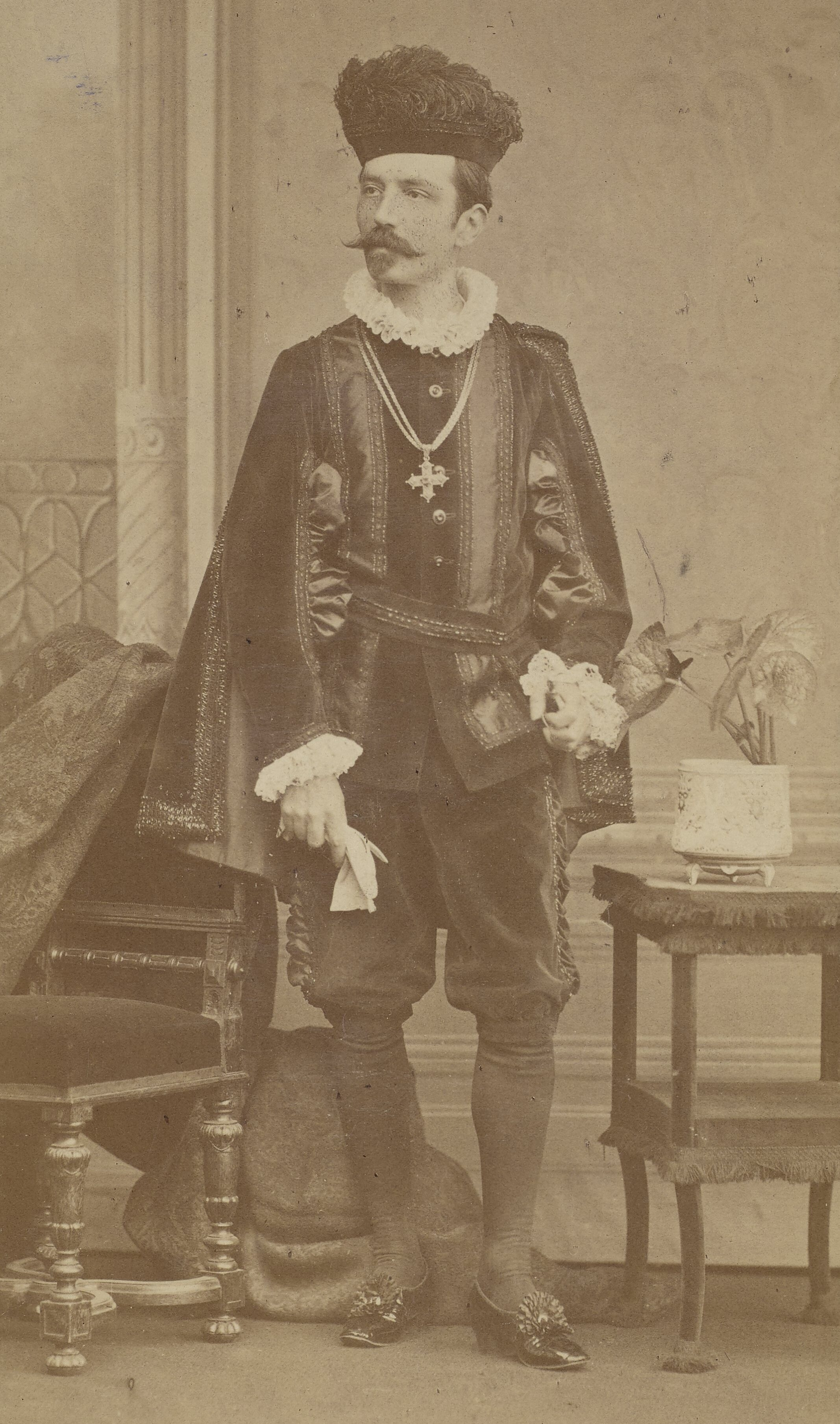
Apollo Lubicz w kreacji scenicznej